# Eriocnemis isabellae
Calçadinho-do-pinche ou calçudo-de-gargantilha-azul (Eriocnemis isabellae) é uma espécie de ave que, segundo a UICN, entrou para a lista de animais ameaçados de extinção no ano de 2009.